# カオル・モト
カオル・モト（Kaoru Moto、漢字：茂戸 薫、1917年4月25日 - 1992年8月26日）は、日系アメリカ人のアメリカ陸軍第100歩兵大隊上等兵。第二次世界大戦時の活躍により、名誉勲章受章者となった。

## 経歴
1944年7月7日に、第100歩兵大隊の上等兵の階級にあったモトは、イタリアのカステッリーナ近郊で、独力で敵の機関銃の砲床2つを沈黙させ、その後重傷を負ったにもかかわらず、2名の敵兵を負傷させた。
これらの行為によって、当初は殊勲十字章が授与されていたが、1990年代になって全てのアジア系アメリカ人の殊勲十字章受賞歴を再調査したところ、名誉勲章に格上げされることとなった。2000年6月21日にホワイトハウスで執り行われた式典において、ビル・クリントン大統領からモトの遺族に名誉勲章が贈呈された。
現在は、ホノルル近郊にある国立太平洋記念墓地「パンチボウル」に埋葬されている。 

## 名誉勲章
モトが受賞した名誉勲章には下記のように記されている。
カオル・モト上等兵は、1944年7月7日のイタリア・カステッリーナ近郊における作戦中の際立って英雄的な行動によって、その名を残すこととなった。モト上等兵は、自身にとって初めてとなる偵察の任務を行っている間、自身の小隊の前進を妨げていた機関銃の砲床を注視していた。自らの意志で、敵の陣地から10歩ほどの距離の位置にまで行き、敵の機関銃の射手を殺害した。直ちに、敵の補助射手はモト上等兵を目掛けて銃撃してきた。陣地の後部へと這って進み、モト上等兵は敵兵を驚かせ、その敵兵はすぐに降伏した。捕虜となった敵兵とともに、モト上等兵は敵が民家を監視所として使うことを防ぐ為、その民家から2～3ヤードの距離をとった。民家と捕虜を監視している間、家と彼の囚人を守っている間、彼は敵の機関銃チームが陣地へ移動しているところを見た。彼は敵を交戦し、執念深い砲火によって、敵を追い払った。別の民家に潜んでいた狙撃手は、モト上等兵に向けて発砲し、彼に重傷を負わせた。傷に応急処置を施し、彼は狙撃手による砲火を避けて前進する為、位置を変えた。最終的に彼の陣地は救援され、治療の為後退した。道を横切り、敵の機関銃の砲床を発見、銃撃し、陣地にいた敵兵3名のうち2名を負傷させた。これだけに飽き足らず、その後前方のより良い位置へ這って進み、敵兵に降伏するよう命じた。相手がそれを無視したことから、モト上等兵は発砲し、相手は降伏した。モト上等兵の類まれな英雄的行為と任務への忠誠は、軍隊の最も崇高な伝統を維持し、また、彼本人やその部隊、ひいてはアメリカ陸軍への大きな信頼をもたらすものであった。